# Gerichtsbezirk Comen
Der Gerichtsbezirk Comen (veraltete Schreibweise, heute slowenisch: sodni okraj Komen, italienisch: distretto giudiziario Comeno, deutsch: Komein) war ein dem Bezirksgericht Comen unterstehender Gerichtsbezirk in der Gefürsteten Grafschaft Görz und Gradisca.
Der Gerichtsbezirk umfasste Gebiete in der heutigen, slowenischen Region Obalno-kraška an der Staatsgrenze zu Italien und gehörte zum Bezirk Comen. Nach dem Ersten Weltkrieg musste Österreich den gesamten Gerichtsbezirk an Italien abtreten, nach dem Zweiten Weltkrieg gelangte das Gebiet großteils an Jugoslawien.

## Geschichte
Der Gerichtsbezirk Comen wurde um 1850 infolge der Auflösung der ursprünglichen Patrimonialgerichtsbarkeit in der Gefürsteten Grafschaft Görz und Gradisca sowie wie im gesamten Kaisertum Österreich geschaffen. Der Gerichtsbezirk unterstand dem für die gesamte Grafschaft zuständigen Landesgericht Görz, dass wiederum dem Oberlandesgericht Triest, dass am 1. Mai 1850 seine Tätigkeit aufnahm, unterstellt war.
Auch nachdem Görz und Gradisca bzw. Triest sowie Istrien vom ursprünglichen Kronland Küstenland ihre Selbständigkeit als Kronland erlangten, blieb das Oberlandesgericht Triest die oberste Instanz für den Gerichtsbezirk Comen.
Der Gerichtsbezirk Comen bildete im Zuge der Trennung der politischen von der judikativen Verwaltung
ab 1868 gemeinsam mit dem Sesana den Bezirk Sesana (auch Bezirk Sessana).
Der Gerichtsbezirk wies 1910 eine Bevölkerung von 14.708 Personen auf, von denen 14.009 Slowenisch als Umgangssprache angaben. Weiters lebten im Gerichtsbezirk 66 Deutschsprachige, 250 Italienischsprachige und 383 Anderssprachige oder Staatsfremde.
Durch die Grenzbestimmungen des am 10. September 1919 abgeschlossenen Vertrages von Saint-Germain wurde der Gerichtsbezirk Comen zur Gänze Italien zugeschlagen. Nach dem Zweiten Weltkrieg gelangte das Gebiet an Jugoslawien, heute ist es großteils Teil von Slowenien.

## Gerichtssprengel
Der Gerichtssprengel umfasste 1910 die 17 Gemeinden Berje, Brestovica, Gabrovica, Gorjansko, Kobjeglava, Komen, Mavhinje, Nabrežina, Pliskovica, Štanjel, Šempolaj, Sela, Škrbina, Slivno, Temnica, Veliki Dol und Vojščica.